# Philippe Berger

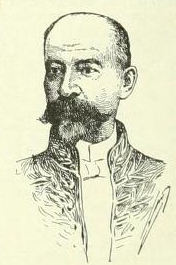
Philippe Berger

Philippe Berger (* 15. September 1846 in Beaucourt, Département Haut-Rhin; † 24. März 1912 in Paris) war ein französischer Orientalist (Hebraist) und Politiker. Er war von 1904 bis zu seinem Tod 1912 Senator der Dritten Französischen Republik.

## Leben und Wirken
Berger wuchs in Paris auf, wo er das Lycée Saint-Louis und das Lycée Louis-le-Grand besuchte. 1867 trat er in die Faculté de théologie protestante de Strasbourg ein, wo er Ernest Renan kennenlernte und begann die Hebräische Sprache zu lernen.
Während des Deutsch-Französischen Krieges trat er in den Sanitätsdienst der Loire-Armee ein und wurde für seine Verdienste bei der Belagerung von Paris mit der Militärmedaille ausgezeichnet.

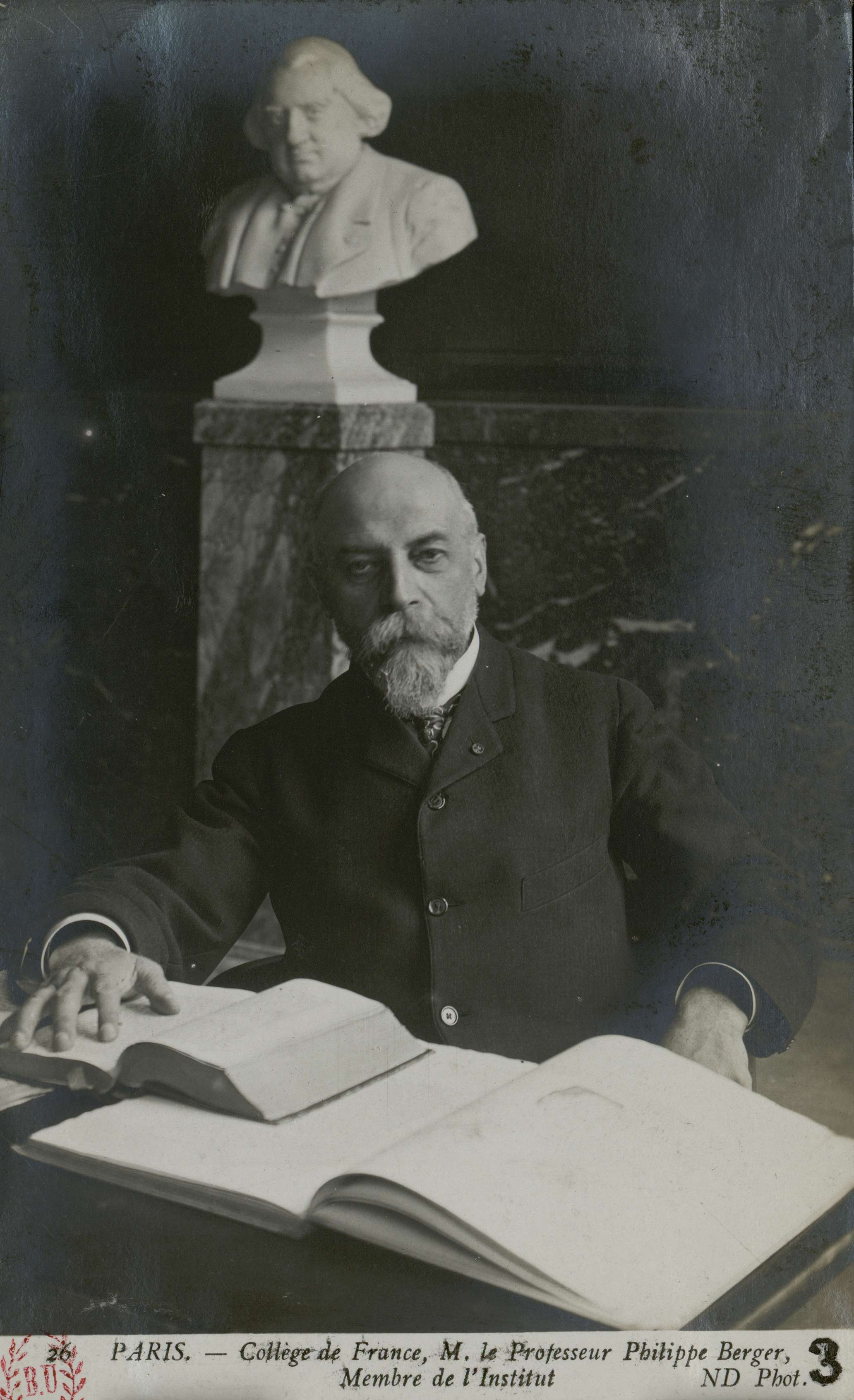
Philippe Berger, fotografiert am Collège de France

1873 verteidigte er an der Fakultät von Montauban eine Dissertation in Theologie mit dem Titel „Études des documents nouveaux fournis sur les Ophites par les Philosophouména“, die die Aufmerksamkeit von Ernest Renan erregte. Dank Renan wurde er zum Chefbibliothekar des Institut de France ernannt (1874). Er wurde Sekretär von Renan und arbeitete mit ihm an der Veröffentlichung des Corpus inscriptionum semiticarum, insbesondere an den Artikeln über die Phönizier, und wurde 1877 zum Professor für Hebräisch an der Fakultät für protestantische Theologie in Paris ernannt.
Im Jahr 1892 wurde Berger als Nachfolger von Ernest Renan in die Académie des inscriptions et belles-lettres aufgenommen. Im folgenden Jahr wurde er Nachfolger seines Lehrers am Collège de France, wo er bis 1910 den Lehrstuhl für Hebräisch innehatte.

## Politik
Berger trat 1895 in die Politik ein, als er zum Generalrat des Kantons von Giromagny gewählt wurde. Er wurde Präsident des Generalrats und gewann 1904 als Nachfolger von Frédéric Japy die Nachwahl zum Senat des Territoire de Belfort. Im Jahr 1909 wurde er ohne Gegenkandidat wiedergewählt. Im Senat gehörte Berger der Fraktion der Demokratischen Linken an und arbeitete in mehreren Ausschüssen mit.

## Familie
Berger entstammte einer ursprünglich aus der Schweiz stammenden Familie, die sich seit 1660 in Montbéliard niedergelassen hatte. Er war der dritte Sohn des protestantischen Pfarrers Eugène Berger und der Louise Caroline Mathilde Pitois, die Schwester von Éléonore, Ehefrau von Oscar Berger-Levrault. Er hatte vier Brüder und eine Schwester: den Pfarrer Samuel Berger (1843–1901), den Chirurgen Paul Berger (1845–1908), den Bankier Théodore Berger (1848–1900), den Archivar und Paläographen Élie Berger (1850–1925) sowie Marie Berger (1858–1915), verheiratet mit Edmond Berger-Levrault.